# Jimmy Scott

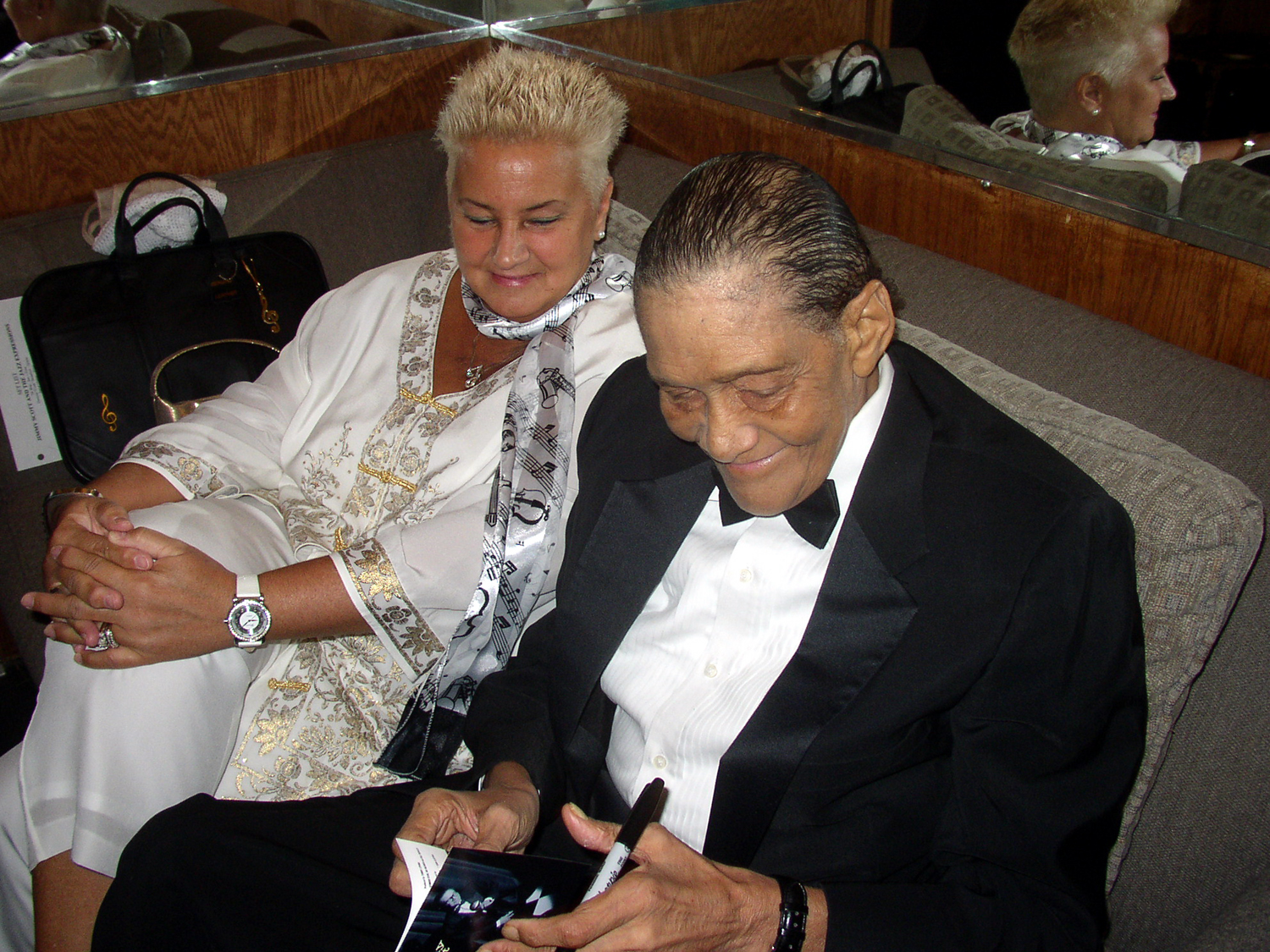
Jimmy und Jeanie Scott im Iridium Jazz Club in New York City, 2004

James Victor „Jimmy“ Scott (* 17. Juli 1925 in Cleveland, Ohio; † 12. Juni 2014 in Las Vegas, Nevada) war ein US-amerikanischer Jazz-Sänger. Seine Markenzeichen (Spitzname Little Jimmy Scott, wegen seiner zierlichen Statur) waren seine raue Sopranstimme und eine gekonnt auf das Wesentliche reduzierte gefühlvolle Gesangsperformance.

## Leben und Wirken
Als drittes von zehn Kindern in Cleveland geboren erhielt Scott ersten Unterricht im Kirchenchor und von seiner Mutter, die er sehr verehrte, aber schon mit 13 Jahren durch einen Autounfall verlor. Aufgrund einer seltenen Erbkrankheit, dem Kallmann-Syndrom, fiel seine Pubertät und damit sein Stimmwechsel aus. Erste Erfolge hatte er in der Lionel Hampton Band, wo er Ende der 1940er Jahre den Hit Everybody’s Somebodys Fool hatte. Auf der Aufnahme wurde er allerdings in den Credits nur anonym genannt (ebenso später auf Charlie Parkers One night in Birdland als Sänger von Embraceable You, wo er fälschlich eine Sängerin genannt wurde). 
Scott hatte mit seiner Version von „When Did You Leave Heaven?“ im Jahr 1955 einen Hit. Zwischen 1955 und 1972 erschienen unter eigenem Namen mehrere Alben auf Savoy Records. 1963 wollte ihn Ray Charles für sein Label Tangerine und das Album Falling in Love Is Wonderful unter Vertrag nehmen, konnte aber aufgrund rechtlicher Probleme das Album zunächst nicht veröffentlichen. 1970 erschien auf Atlantic The Source, war aber ebenfalls mehr als 30 Jahre lang von juristischen Auseinandersetzungen überschattet.
Danach brach Scotts Karriere ab, und er arbeitete in einem Krankenhaus und als Liftboy im heimatlichen Cleveland. Nachdem er 1991 auf der Beerdigung seines langjährigen Freundes Doc Pomus gesungen hatte, holte ihn Lou Reed als Background-Sänger für sein Album Magic and Loss (1992). Auch Gesangseinlagen für die Fernsehserie Twin Peaks von David Lynch brachten ihn der Musikindustrie wieder in Erinnerung, so dass er ab Mitte der 1990er Jahre mehrere neue Alben herausbrachte.
2007 erhielt Scott die NEA Jazz Masters Fellowship.
Scott starb am 12. Juni 2014 in seinem Haus in Las Vegas im Alter von 88 Jahren infolge eines Kreislaufstillstands.

## Diskographische Hinweise
- Everybody’s Somebody’s Fool (Decca/GRP, 1950–52) mit Lionel Hampton Orchestra, Billy Taylor, Lucky Thompson
- The Voice of an Angel: The Essential Jimmy Scott (Memo, 1952–75)
- The Source (Atlantic, 1970) mit David „Fathead“ Newman, Junior Mance, Eric Gale, Ron Carter
- All the Way (Sire/Warner, 1992) mit David „Fathead“ Newman, Kenny Barron, John Pisano, Joe Beck, Grady Tate
- Dreams (Sire/Warner Bros., 1994) mit Red Holloway, Junior Mance, Milt Jackson, Ron Carter
- Heaven (Warner Bros., 1996) mit Jacky Terrasson
- But Beautiful (Milestone, 2001) mit Wynton Marsalis, Lew Soloff, Eric Alexander, George Mraz, Lewis Nash
- I Go Back Home (Eden River Records, 2016; rec. 2012) mit Joe Pesci, Dee Dee Bridgewater, James Moody, Kenny Barron, Peter Erskine, Arturo Sandoval, Joey DeFrancesco, Monica Mancini, Till Brönner, Oscar Castro-Neves, Bob Mintzer, John Pisano, Renee Olstead, Grégoire Maret

## Filmografie

### Auftritte
- Twin Peaks, 2. Staffel, Episode 29 (1991)
- Scotch & Milk (1998)
- Passion Play (2010)

### Soundtracks
- Twin Peaks, 2. Staffel, Episode 22 (1991) und
- Twin Peaks – Der Film (1992), Soundtrack von Angelo Badalamenti: Sycamore Trees
- Chelsea Walls (2001), Jealous Guy von 1971
- Die Stadt der verlorenen Kinder 1995, Soundtrack von Marianne Faithfull - Who Will Take My Dreams Away

### Dokumentationen
- Stormy Weather: The Music of Harold Arlen (2002)
- Jimmy Scott: If You Only Knew (2004)
- Village Music: Last of the Great Record Stores (2012)
- Jimmy Scott: I Go Back Home (2016)